# Ziglipton marieae
Ziglipton marieae là một loài bọ cánh cứng trong họ Cerambycidae.